# دونالد سنگستر
سر دونالد سنگستر (انگلیسی: Sir Donald Sangster؛ زادهٔ ۲۶ اکتبر ۱۹۱۱ – ۱۱ آوریل ۱۹۶۷) وکیل و سیاست‌مدار اهل جامائیکا بود. وی در سال ۱۹۶۷ بعنوان دومین نخست‌وزیر دولت جامائیکا انتخاب گردید.